# Бондар Володимир Васильович
Володимир Васильович Бондар (нар. 1935, місто Городище, тепер Городищенського району Черкаської області — ?) — український радянський діяч, новатор виробництва, слюсар Городищенського цукрового комбінату Черкаської області. Депутат Верховної Ради УРСР 7-го скликання.

## Біографія
Народився в родині робітника-апаратника Городищенського цукрового заводу. Батько загинув на фронтах Другої світової війни.
Закінчив п'ять класів школи та фабрично-заводське училище при Городищенському цукровому заводі Київської (тепер — Черкаської) області.
Трудову діяльність розпочав помічником екскаваторника на цегельні міста Городища.
З 1950-х років — слюсар Городищенського цукрового заводу Київської (тепер — Черкаської) області.
З 1954 року служив артилеристом у лавах Радянської армії. Після демобілізації повернувся на цукровий завод.
Працював слюсарем контрольно-вимірювальної апаратури і автоматики Городищенського цукрового комбінату Черкаської області.
Член КПРС з 1961 року. Обирався секретарем партійної організації цукрового заводу Городищенського цукрового комбінату.
Без відриву від виробництва закінчив середню школу робітничої молоді та технікум.

## Нагороди
- ордени
- медалі